# NGC 5167
NGC 5167 ist eine Spiralgalaxie mit aktivem Galaxienkern vom Hubble-Typ Sc im Sternbild Jungfrau auf der Ekliptik. Sie ist schätzungsweise 336 Millionen Lichtjahre von der Milchstraße entfernt und hat einen Durchmesser von etwa 90.000 Lichtjahren.
Im selben Himmelsareal befinden sich u. a. die Galaxien NGC 5177, NGC 5181, NGC 5185, NGC 5186.
Das Objekt wurde am 7. Juni 1883 von Ernst Wilhelm Leberecht Tempel entdeckt.